# Dirk Schuster
Dirk Schuster (* 29. Dezember 1967 in Karl-Marx-Stadt) ist ein ehemaliger deutscher Fußballspieler und heutiger Fußballtrainer. Er war als Verteidiger bei zahlreichen Vereinen aktiv und meist Stammspieler. Sein größter Erfolg als Trainer ist der Durchmarsch des SV Darmstadt 98 von der 3. Liga in die Bundesliga in den Jahren 2013 bis 2015 sowie der folgende Klassenerhalt.

## Karriere als Spieler

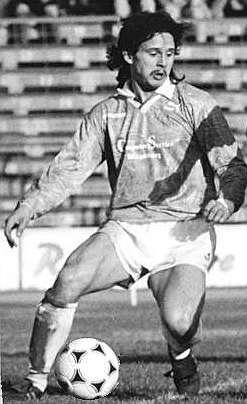
Dirk Schuster 1990 im Trikot des 1. FC Magdeburg

Dirk Schusters Vater ist der ehemalige Oberligaspieler Eberhard Schuster, der mit dem FC Karl-Marx-Stadt DDR-Meister war. Mit den Junioren des FC Karl-Marx-Stadt wurde Dirk Schuster 1986 DDR-Meister. Im gleichen Jahr wurde er mit der U-19-Auswahl der DDR in Jugoslawien Europameister (3:1 im Finale gegen Italien). Ein Jahr später gewann er mit dem U-20-Nationalteam des DFV in Chile eine WM-Bronzemedaille. In dieser Mannschaft spielte er unter Trainer Eberhard Vogel in der Abwehr.
Im Sommer 1986 rückte er bei den Karl-Marx-Städtern in den Oberligakader auf, wurde aber nur in der 2. Mannschaft des FCK in der drittklassigen Bezirksliga Karl-Marx-Stadt eingesetzt. Im Spätherbst wechselte Schuster innerhalb seines Heimatbezirkes zur BSG Sachsenring Zwickau, mit der er in der zweithöchsten Spielklasse der DDR, der Liga, kickte. Beim darauffolgenden Jahreswechsel gelang dem Verteidiger der Sprung in ein Oberligateam: Ab März 1988 lief er für den 1. FC Magdeburg in der DDR-Eliteliga auf.
Nach seinem Karrierestart im DDR-Fußball wechselte Schuster im Sommer 1990 vom 1. FC Magdeburg zu Eintracht Braunschweig in die 2. Bundesliga. Schnell überzeugte er dort durch seine Leistungen, und der Karlsruher SC holte ihn 1991 in die 1. Bundesliga. In Karlsruhe erlebte er seine erfolgreichste Zeit. Unter anderem war er am Wunder vom Wildpark 1993 beteiligt, als der KSC den FC Valencia mit 7:0 im Europapokal schlug.
Dreimal wurde er in der deutschen Nationalmannschaft eingesetzt, nämlich 1994 gegen Ungarn und Albanien und 1995 gegen Spanien. Zuvor hatte er 1990 schon vier Länderspiele für die DDR bestritten.
1997 ging er zum 1. FC Köln, mit dem er in die 2. Liga abstieg. Nach seiner Zeit in Köln war der stetige Wechsel sein Begleiter. Von 2004 bis 2006 stand Schuster beim SV Waldhof Mannheim in der Oberliga unter Vertrag. In der Saison 2006/2007 spielte der Verteidiger beim nordbadischen Verbandsligisten ASV Durlach. Im Dezember 2006 wechselte er erneut den Verein und unterschrieb einen Kontrakt bis zum 30. Juni 2007 beim Landesligisten Alemannia Wilferdingen.

## Karriere als Trainer
Von November 2006 bis Januar 2007 war Schuster als Interimscoach beim ASV Durlach tätig. Im Dezember 2007 bestand er als Lehrgangsbester den 54. Lehrgang für DFB-Fußballlehrer an der Hennes-Weisweiler-Akademie in der Deutschen Sporthochschule Köln.
Von 2009 bis November 2012 trainierte er die Stuttgarter Kickers. Er stieg mit den Kickers zur Saison 2012/13 in die 3. Liga auf, wurde aber nach sechs sieglosen Spielen in Folge im November 2012 entlassen.
Im Dezember 2012 wurde Schuster Trainer des damaligen Drittligisten SV Darmstadt 98. Er trat die Nachfolge des entlassenen Jürgen Seeberger an. In der Saison 2013/14 stieg er mit Darmstadt 98 nach einem 4:2-Auswärtssieg im Rückspiel der Relegation gegen Arminia Bielefeld (Hinspiel 1:3) in die 2. Bundesliga auf. Dort gelang ihm in der Saison 2014/15 mit der Darmstädter Mannschaft als Tabellenzweiter der Durchmarsch in die Bundesliga.
In der Saison 2015/16 konnte man als 14. den Klassenerhalt sichern – in der Auswärtstabelle landete man sogar auf Platz 4.
Zur Saison 2016/17 unterschrieb Schuster einen Dreijahresvertrag beim Ligakonkurrenten FC Augsburg. Am 14. Dezember 2016 wurde er, auf dem 13. Tabellenplatz stehend, vom Verein freigestellt.
2016 wurde er für seine Arbeit beim Bundesligaaufsteiger Darmstadt 98 zum Fußballtrainer des Jahres gewählt.
Am 11. Dezember 2017 kehrte Schuster zum SV Darmstadt 98 zurück und übernahm die nach dem 17. Spieltag auf dem 16. Tabellenplatz stehende Zweitligamannschaft von Torsten Frings. Er erhielt beim Bundesligaabsteiger einen bis zum 30. Juni 2019 laufenden Vertrag. Nach einer Serie von elf Spielen ohne Niederlage sicherte er mit der Mannschaft den Klassenerhalt und belegte mit ihr in der Abschlusstabelle den zehnten Platz.
Am 18. Februar 2019 wurde er vom Verein freigestellt; die Mannschaft stand auf dem 14. Platz in der Tabelle mit vier Punkten Abstand auf den Relegationsplatz und hatte in den letzten zehn Spielen nur einen Sieg errungen.
Am 26. August 2019 wurde er als Nachfolger von Daniel Meyer beim Zweitligisten FC Erzgebirge Aue vorgestellt. Am 28. Mai 2021 gab der Verein die einvernehmliche Trennung von Schuster bekannt.
Knapp ein Jahr später übernahm Schuster den Drittligisten 1. FC Kaiserslautern als Nachfolger von Marco Antwerpen. Unter diesem hatte die Mannschaft die Saison 2021/22 auf dem 3. Platz beendet und sich für die Relegation gegen Dynamo Dresden qualifiziert; drei Niederlagen in den letzten drei Spielen führten jedoch zur Trennung von Antwerpen. In den Relegationsspielen führte Schuster den Verein mit einem 0:0 und einem 2:0-Sieg nach vier Jahren zurück in die 2. Bundesliga. Die folgende Zweitligasaison schloss die Mannschaft mit dem 9. Tabellenplatz ab. Ende November 2023 wurde er beim FCK entlassen. Die Mannschaft stand zu diesem Zeitpunkt auf dem 11. Tabellenplatz und hatte aus den letzten fünf Ligaspielen nur einen Punkt geholt. Als Begründung wurde vom Sport-Geschäftsführer Thomas Hengen zudem angeführt, dass ein bereits in der Rückrunde der Vorsaison (16 Punkte) begonnener negativer sportlicher Trend nicht dauerhaft umgekehrt werden konnte.
Im Februar 2025 unterschrieb er beim georgischen Erstligisten Torpedo Kutaisi.

## Erfolge
Als Spieler:
- 1986 U-18-Europameister mit dem DFV der DDR in Jugoslawien
- 1987 U-20-WM-Dritter mit dem DFV der DDR in Chile
- 1993 Europapokal-Teilnehmer mit dem KSC und beteiligt am „Wunder vom Wildpark“
- 1996 DFB-Pokal-Finale mit dem KSC

Als Trainer:
- Aufstieg in die 2. Bundesliga 2022 (mit dem 1. FC Kaiserslautern)
- Vizemeister der 2. Bundesliga 2015 und Aufstieg in die 1. Bundesliga (mit dem SV Darmstadt 98)
- Aufstieg in die 2. Bundesliga 2014 (mit dem SV Darmstadt 98)
- Meister der Regionalliga-Süd 2012 (mit den Stuttgarter Kickers)
- Gewinn des Hessenpokals 2013 (mit dem SV Darmstadt 98)
- Mann des Jahres im deutschen Fußball 2015
- Fußballtrainer des Jahres 2016
- Kicker-Trainer des Jahres 2016

## Tor des Monats
Am 29. Juli 1995 erzielte Schuster im UI-Cupspiel beim FC Aarau in der 87. Min. das 0:1 für den Karlsruher SC (Endstand 1:2 nach Verlängerung). Dabei setzte er sich auf der linken Außenbahn gegen drei Aarauer durch und traf an der Strafraumgrenze aus extremem Winkel nur einen Meter von der Grundlinie entfernt. Der Treffer wurde von den Zuschauern der Sportschau zum Tor des Monats Juli gewählt.

## Privates
Sein Hauptwohnsitz ist Karlsruhe.